# 李承 (北魏)
李承（431年—475年），字伯业，陇西郡狄道县（今甘肃省定西市临洮县）人，北魏镇北将军、敦煌宣公李宝长子，北魏官员，陇西李氏姑臧房始祖。

## 生平
李承少年时就有策略，李宝打算谋划归顺北魏时，民众和臣僚多有不同的意见，李承当时只有十三岁，劝说李宝迅速确定重大的谋划，于是才定了下来。太平真君三年（442年）十二月，李宝派遣弟弟李怀达和李承上表造访平城，李承随上表入北魏为人质。魏太武帝拓跋焘深切的器重李承，以礼相待非常优厚，赐李承姑臧侯的爵位。李宝死后，李承为父亲守丧以孝顺闻名，他本因承袭父亲的敦煌公爵位，以已经获得了姑臧侯为由，将敦煌公让封给弟弟李茂，当时的舆论都称赞他。李承方正从容有审查人和物品优劣的才能，为当时所看重。魏文成帝末年，李承以散侯的身份外任为龙骧将军、荥阳郡太守，为官严肃而公正，展现了非常的声誉。延兴五年（475年），李承去世，虚岁四十五，朝廷赠予使持节、龙骧将军、雍州刺史，谥号穆。

## 交友
李承与游明根、卢度世、同乡辛绍先等人互相非常友善。

## 门户所寄
李承的幼弟李冲在父亲去世后由李承教养，李承经常说：“这个孩子才识非同一般，正要指望他做家族门第的寄托。”

## 家族

### 父母
- 李宝，北魏镇北将军、敦煌宣公
- 金城杨氏，前军参军杨袆之女[13][14]

### 兄弟
- 李茂，北魏光禄大夫、敦煌恭侯
- 李辅，北魏镇远将军、颍川郡太守、襄武惠侯
- 李佐，北魏辅国将军、荆州刺史兼都官尚书、泾阳昭子
- 李公业，早卒
- 李冲，北魏镇南将军、侍中、尚书仆射、清渊文穆公

### 夫人
- 太原王氏，北魏荆州刺史、长社穆侯王慧龙之女[14]

### 子女
- 李韶，北魏散骑常侍、定州刺史、骠骑大将军、安城文恭伯
- 李彦，北魏抚军将军、秦州刺史
- 李虔，北魏散骑常侍、骠骑大将军、开府仪同三司、高平宣景男
- 李晖仪，嫁北魏东平原郡太守郑平城
- 李蕤，北魏大司农少卿